# ماکسیم مدرل
ماکسیم مدرل (فرانسوی: Maxime Méderel‎؛ زادهٔ ۱۹ سپتامبر ۱۹۸۰) دوچرخه‌سوار اهل فرانسه است.
از باشگاه‌هایی که در آن رکاب زده‌است می‌توان به سن میشل–اوبر۹۳، تیم دوچرخه‌سواری کردیت اگریکول، تیم دوچرخه‌سواری سوجاسون و تیم دوچرخه‌سواری دیرکت انرژی اشاره کرد.